# آنتونیو لیگابوئه
آنتونیو لیگابوئه (ایتالیایی: Antonio Ligabue؛ ‏۱۸ دسامبر ۱۸۹۹ – ۲۷ مه ۱۹۶۵) نقاش اهل ایتالیا بود. وی را یکی از مهم‌ترین نقاشان هنر نائیف و متاثر از آنری روسو می‌دانند.
او در ۱۸ دسامبر ۱۸۹۹ در زوریخ، سوئیس به دنیا آمد. نام مادرش «الیزابتا کوستا» از اهالی چنچنیگه آگوردینو بود و ظاهراً پدرش «بونفیلیو لاکابوئه» نام داشت (هنوز هویت واقعی پدرش مشخص نیست) که بومی رجو نل امیلیا بود. مادرش الیزابتا و سه برادرش در سال ۱۹۱۳ بر اثر مسمومیت غذایی درگذشتند.
آنتونیو در سال ۱۹۴۲، نام‌خانوادگی خود را از «لاکابوئه» به «لیگابوئه» تغییر داد، احتمالاً به دلیل نفرت نسبت به پدرش، که او را در قتل عمدی مادر و برادرشان مقصر می‌دانست. در سپتامبر ۱۹۰۰ او را به زن و شوهری سوئیسی به نام «یوهانس والنتین گوبل» و «الیزه هانسلمان» سپردند. او گهگاه در مزرعه‌ای کار می‌کرد و زندگی سرگردانی داشت. او پس از درگیری با مادر رضاعی خود، در یک کلینیک روان‌پزشکی بستری شد.
در سال ۱۹۱۹، به دنبال شکایت الیزه هانسلمان، آنتونیو از سوئیس اخراج شد. او از Chiasso شهر کیاسو به گوالتیری در استان رجو امیلیا، روستای زادگاه پدر خوانده‌اش نقل مکان کرده بود، اما از آنجایی که یک کلمه هم ایتالیایی نمی‌دانست، سعی کرد تا به سوئیس برگردد.
لیگابوئه با حمایت نوانخانه گدایان شهرداری زندگی می‌کرد. او نقاشی را در سال ۱۹۲۰ شروع کرد. در سال ۱۹۲۸ با مارینو ماتساکوراتی آشنا شد که از توانایی‌های هنری او را کشف کرد و به او نقاشی رنگ روغن را آموخت. در آن سال‌ها لیگابوئه خود را وقف نقاشی کرد و همچنان بی هدف در امتداد رودخانه پو سرگردان بود.
وی در سال ۱۹۳۷ به دلیل خودزنی در بیمارستان روان‌پزشکی رجو نل امیلیا بستری شد. در سال ۱۹۴۱ «آندره‌آ موتسالی» به او کمک کرد تا از بیمارستان روان‌پزشکی خارج شود و او را به خانه‌اش در گواستالا در نزدیکی رجو نل امیلیا برد. در طول جنگ جهانی دوم لیگابوئه در ارتش ایتالیا به عنوان مترجم برای سربازان آلمانی خدمت کرد. در سال ۱۹۴۵، پس از ضرب و شتم یک سرباز آلمانی با شیشه، وی را در یک بیمارستان روان‌پزشکی بستری کردند که به مدت سه سال در آنجا ماند.
لیگابوئه از سال ۱۹۴۸ با شدت و تمرکز بیشتری به نقاشی پرداخت و روزنامه‌نگاران، منتقدان و دلالان آثار هنری به او علاقه‌مند شدند. در سال ۱۹۵۷ «سِوِرو بوسکی»، روزنامه‌نگار روزنامه «رِستو دِل کارلینو» و عکاس آن «آلدو فراری» برای ملاقات با او به گوالتیری رفتند. نتیجهٔ این ملاقات، شناخته شده‌ترین عکس موجود از لیگابو است.
او در سال ۱۹۶۱ نخستین نمایشگاه انفرادی خود در «گالری بارکاچا» در رم برگزار شد. کمی بعد او در یک سانحه تصادف با موتورسیکلت دچار آسیب‌دیدگی شدید و یک سال بعد به‌طور کامل فلج شد. گواستالا در سال ۱۹۶۳ یک مراسم بزرگ مرور بر آثار و زندگی او برگزار کرد. از او که ضعیف و بیمار بود، خواسته شد که در کلیسای کاتولیک حاضر شود و اندکی پس از غسل تعمید و تأیید کشیش، لیگابوئه در ۲۷ مه ۱۹۶۵ در سن ۶۵ سالگی درگذشت.
پس از مرگ لیگابوئه، در سال ۱۹۶۵ مروری دیگر بر زندگی و آثار او در چارچوب «نهمین چهارسالانه رم» برگزار شد.